# Schenkenhaus Schnait
Das so genannte Schenkenhaus war ein kleines, ehemaliges Landadel-Schlösschen in Schnait, einem Stadtteil der Großen Kreisstadt Weinstadt im baden-württembergischen Rems-Murr-Kreis. Der Adelssitz wurde 1562 erstmals erwähnt und 1976 abgerissen.
Das Schenkenhaus zählt neben dem Alten Schloss, der Burg Schnait, dem Neuen Schloss und der Burg am Kostdobelgraben zu den fünf ehemaligen Adelssitzen im Ort.

## Geschichte

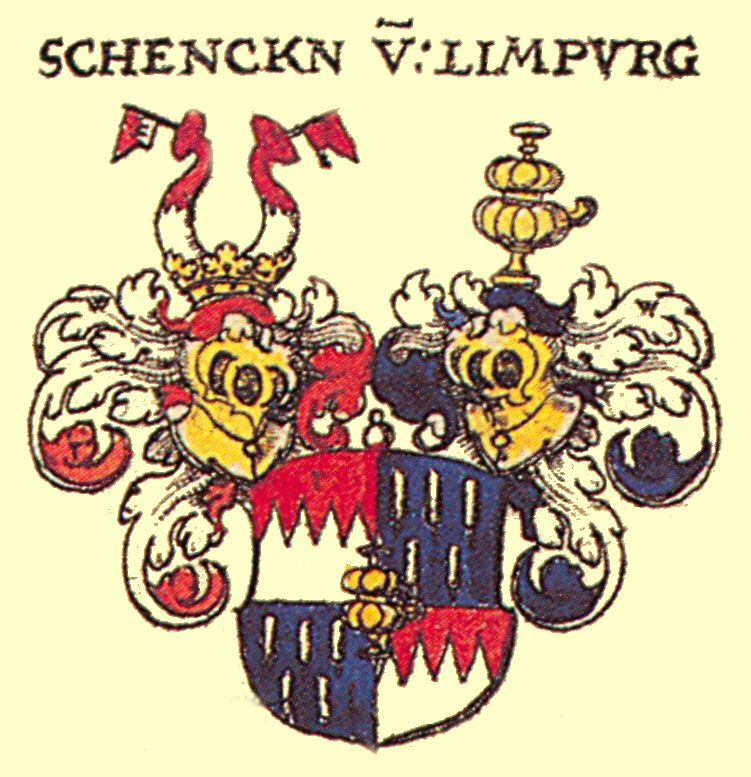
Wappen der Schenken

Das zweigeschossige Fachwerkhaus befand sich auf dem Grundstück Hochbergstraße 13 (bis 1980 Traubenstraße).
In Schnait waren im Mittelalter verschiedene Adelsgeschlechter begütert. 1478 verkaufte Eberhard von Urbach seinen Anteil an Schnait für 5900 fl. an Schenk Albrecht von Limpurg. Hintergrund des Verkaufs war eine Fehde Walters von Urbach mit den Württembergern, die mit einer schweren Niederlage der Urbacher endete. In der Folge geriet die Familie in finanzielle Nöte und war gezwungen, Teile ihres Besitzes zu veräußern. Die Schenken von Limpurg errichteten in Schnait ein Herrenhaus und eine Kelter. Allerdings wohnten die Schenken wohl nur selten in dem Gebäude, sondern überließen es einem eingesetzten Verwalter (Vogt) als Wohn- und Amtshaus. 
Es kam immer wieder zu Konflikten zwischen den Schenken und den Württembergern. 1557 plante Schenk Christoph die Errichtung eines Gefängnisses in Schnait, was jedoch durch den Einspruch Württembergs verhindert wurde. 1596 ließ Herzog Friedrich I. von Württemberg Schnait mit militärischer Macht besetzen und gab es erst 1602 wieder an Limpurg zurück. 1605 bis 1607 traten die Schenken alle Rechte an dem Ort an Württemberg ab. 
Nach der Beschreibung des Oberamts Schorndorf waren alle ehemaligen Schlösschen im Dorf im Jahre 1851 im Besitz von Weingärtnern.
1976 stürzte das etwa 400 Jahre alte Haus wegen Baufälligkeit teilweise ein und musste anschließend abgetragen werden.